# Carmen Sandi
María del Carmen Sandi Pérez (Torrelavega, 1961) es una neurocientífica del comportamiento hispano-suiza. Es profesora de neurociencia y directora del Laboratorio de Genética del Comportamiento en el Brain Mind Institute (Escuela Politécnica Federal de Lausana).

## Juventud y educación
Nacida y criada en Torrelavega (Cantabria, España), Sandi se trasladó a Salamanca para obtener su licenciatura y maestría en la Universidad Pontificia de Salamanca en 1984 y luego a Madrid para obtener su doctorado en el Instituto Cajal (Consejo Nacional de Investigaciones Científicas) y la Universidad Autónoma de Madrid en 1988. Continuó su investigación postdoctoral en INSERM, Burdeos, Francia (1989-90) y The Open University, Reino Unido (1991-96).

## Investigación y carrera

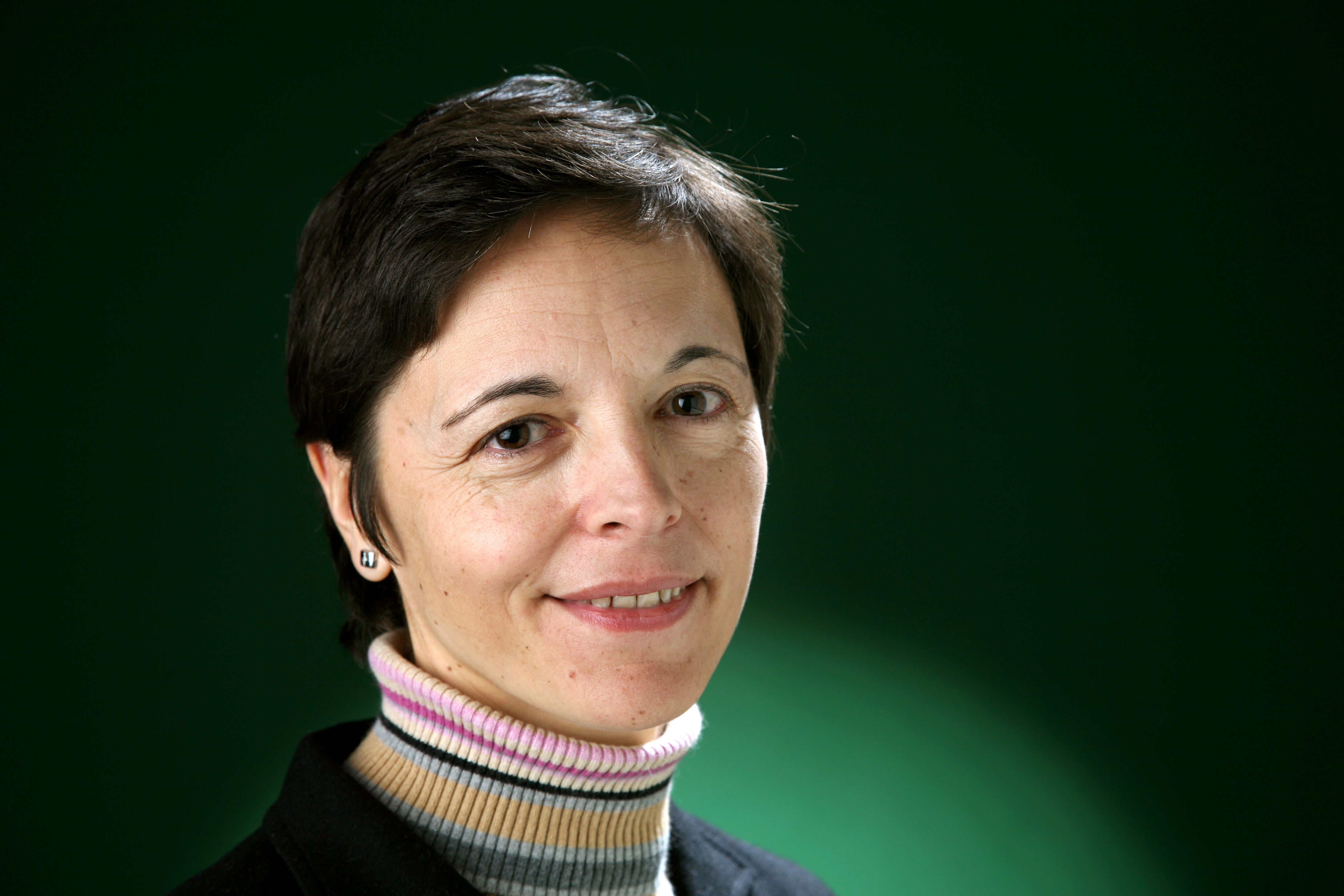
Retrato de Carmen Sandi en 2020

Sandi trabajó como Investigadora Asociada en su alma mater (Instituto Cajal, 1993-95), antes de incorporarse a la facultad como profesora asociada en la UNED en Madrid. Pasó casi una década allí (1996-2003) trabajando en la relación entre el condicionamiento del miedo y la memoria. Después de tomarse un año sabático (2002-03) como profesora invitada en la Universidad de Berna se incorporó a EPFL en Suiza como profesora titular, y ha estado trabajando allí desde entonces. En la EPFL, Sandi es profesora titular y directora del Laboratorio de Genética del Comportamiento. Fue directora del Brain Mind Institute de 2012 a 2019. Es fundadora y copresidenta de la Swiss Stress Network.
El laboratorio de Sandi investiga el estrés, el cerebro y el comportamiento, es decir, los mecanismos neurobiológicos de cómo el estrés altera el cerebro en el contexto de la cognición y los comportamientos sociales. Sus intereses se han expandido más allá del dominio social a través de múltiples materias y hacia mecanismos de afrontamiento en situaciones depresivas a nivel individual. Ha publicado más de 190 artículos, lo que ha dado como resultado más de 12600 citas y un índice h de 64.
De 2010 a 2011, Sandi fue presidenta de la Sociedad Europea del Cerebro y la Conducta y se convirtió en presidenta de la Federación de Sociedades Europeas de Neurociencia para el período 2018-2020. En el mismo año, también se convirtió en codirectora de la red suiza de investigación (Centro Nacional de Competencia en Investigación) sobre trastornos psiquiátricos, Synapsy. También forma parte de los consejos editoriales de Current Opinion in Behavioral Sciences, Journal of Psychiatric Research, Neurobiology of Stress, Neuroscience & Biobehavioral Reviews, eNeuro, Biological Psychiatry y Psiconeuroendocrinología.

## Publicaciones
1. Sandi, C., Pinelo-Nava, M.T Estrés y memoria: efectos conductuales y mecanismos neurobiológicos. Neural Plasticity. 2007; Número de artículo: 78970, Estrés y memoria: efectos conductuales y mecanismos neurobiológicos .
2. Sandi, C., Haller, J. El estrés y el cerebro social: efectos conductuales y mecanismos neurobiológicos. Nat Rev Neurosci 16, 290-304 (2015). https://doi.org/10.1038/nrn3918 [17]
3. Sandi, C., Loscertales, M., Guaza, C. Efecto facilitador dependiente de la experiencia de la corticosterona sobre la formación de la memoria espacial en el laberinto de agua. European Journal of Neuroscience. 1997; 9 (4): 637–642, Efecto facilitador dependiente de la experiencia de la corticosterona sobre la formación de la memoria espacial en el laberinto de agua
4. Filiou, MD, Sandi, C. Ansiedad y mitocondrias cerebrales: una diafonía bidireccional. Trends in Neurosciences. 2019; 42 (9): 573–588, Ansiedad y mitocondrias cerebrales: una diafonía bidireccional
5. Hollis, F., Kooij, MA, Zanoletti, O., et al. La función mitocondrial en el cerebro vincula la ansiedad con la subordinación social. Proceedings of the National Academy of Sciences of the United States of America. 2015; 112 (50): 15486-15491, La función mitocondrial en el cerebro vincula la ansiedad con la subordinación social
6. Bacq, A., Astori, S., Gebara, E. y col. La disfunción de la amígdala GluN2B-NMDAR es crítica en la agresión anormal de origen del neurodesarrollo inducida por la deficiencia de St8sia2. Molecular Psychiatry. 2018; (Publicación pendiente de impresión), doi: 10.1038/s41380-018-0132-3

## Premios y honores
- Premio Ron de Kloet (2018)
- Profesor invitado, Universidad Rockefeller, Nueva York (2016)
- Cátedra Valkhof, Universidad Radboud, Nijmegen, Países Bajos (2015)
- Miembro científico invitado distinguido, Academia de Ciencias de Hungría (2015)
- Sociedad de Neurociencia Social (SS4N), Miembro inaugural (2015)
- Premio de investigación del cerebro conductual (2014)
- Facultad de 1000, Sección de Neurociencia Cognitiva, Miembro de la facultad (2012)
- Premio de la Fundación Latsis Simposio EPFL-Latsis (2009)
- Profesor invitado, Academia China de Ciencias, Beijing, China (1999)
- Premio Serono de Investigación (1984)